# 稲田智宏
稲田智宏（いなだ ともひろ、1965年- ）は、日本の神道・神話研究家。

## 略歴
長崎県生まれ。慶應義塾大学文学部哲学科倫理学専攻卒。國學院大學大学院神道学専攻博士課程後期満期単位取得中退。神道思想や日本神話に関する研究と執筆活動を行う。

## 著書
- 『鳥居』光文社新書 2002
- 『三種の神器 謎めく天皇家の秘宝』学研新書 2007　のち文庫
- 『読みくらべ日本の神話 神々の異聞録』 (新人物ブックス) 新人物往来社 2011
- 『伊勢神宮の謎』学研パブリッシング 2013

### 共著
- 『すぐわかる日本の神々 聖地、神像、祭り、神話で読み解く』鎌田東二監修, 堀越光信共著 東京美術 2005
- 『すぐわかる日本の神社 『古事記』『日本書紀』で読み解く』井上順孝監修, 島田潔,平藤喜久子共著 東京美術 2008